# Museo del Fado
El Museo del Fado (en portugués, Museu do Fado) fue inaugurado el 25 de septiembre de 1998 y es un museo dedicado al mundo del fado y de la guitarra portuguesa. El museo se ubica en el barrio de Alfama de la ciudad de Lisboa, Portugal.
El edificio del museo fue en otro tiempo la estación de bombeo de agua del recinto de Praia. Fue construido en 1868 y está clasificado como inmueble de interés público.
Este espacio cultural es actualmente una referencia entre los espacios culturales de Lisboa. Cuenta con una exposición permanente, un espacio de exposiciones temporales, un centro de documentación, una tienda temática, un auditorio y un restaurante. También dispone de una escuela en la que se imparten cursos de guitarra portuguesa y de viola, donde también se puede asistir a un seminario para compositores y disponer de salas de ensayo.

## Historia
Fue inaugurado en 1998 como un museo en el que construir la historia del fado y de su patrimonio. Desde entonces, el museo ha investigado, conservado y difundido el fado.
Durante su actividad ha recopilado distintas colecciones de material relacionado con el fado ―periódicos, fotografías, partituras, instrumentos musicales, trajes, medallas, documentación profesional, licencia, etc.―. También ha colaborado en la recopilación del patrimonio intangible relacionado con el mundo del fado, como sus canciones.
En el último trimestre de 2006, EGEAC EM ―Empresa de Gestión de Equipamientos y Animación Cultural; en portugués: Empresa de Gestão de Equipamentos e Animação Cultural EM― presentó una candidatura del museo al Programa Operacional da Cultura para la realización del "Proyecto de recuperación y valorización del Museo del Fado" ―en portugués: Projecto de Recuperação e Valorização do Museu do Fado―. Este proyecto buscaba la reconstrucción del edificio, incrementar su accesibilidad a personas con discapacidad de movimiento, mejorar su seguridad y la valorización del museo mediante una ampliación y renovación de la exposición permanente.
El proyecto comenzó en 2008. En 2009 recibió varias distinciones, tales como el Prémio Ensaio e Divulgação, de la Fundación Amália Rodrigues; la Menção Honrosa - Melhor Museu Portugués, de la Asociación Portuguesa de Museología; también fue uno de los cinco finalistas en la categoría Requalificação de Project Publico en un certamen organizado por el departamento de Turismo de Portugal.

### Archivo sonoro y sello discográfico
El 17 de junio de 2016 el museo presentó dos nuevos proyectos: el Arquivo Sonoro Digital y el sello discográfico Museu do Fado Discos.
El archivo sonoro es la primera colección en línea de Portugal, extraída de una de las mayores colecciones del país. Se pueden encontrar registros musicales de todo el siglo XX. Su base de datos permite la búsqueda de canciones por intérprete y por repertorio. Se han digitalizado más de 3000 grabaciones de fados, que se encuentran en acceso abierto y entre las que destacan dos compañías discográficas: Odeón, con 974 piezas, y Columbia, con 964. Esta iniciativa, presentada por el musicólogo Rui Vieira Nery, se enmarca en el proyecto Plano de Salvaguarda, parte de la propuesta de inscripción del fado en la lista de patrimonio cultural inmaterial de la Humanidad.
El sello discográfico fue presentado por la directora del museo, Sara Pereira, y está creado con la colaboración de FNAC. Su objetivo es promover proyectos inéditos de artistas contemporáneos, pero también producir antologías musicales. Tiene marcado como propósito editar al menos cuatro discos al año.

## Reapertura
Se reabrió al público después de una renovación de su exposición permanente. El Museo del Fado ofrece una lectura multidisciplinar de la historia de la canción urbana de Lisboa, desde su génesis hasta su actualidad. En la exposición, el visitante puede encontrar diversos objetos ligados a la canción de Lisboa (instrumentos, trofeos, discos, partituras) y el famoso cuadro "O Fado", de José Malhoa, además de obras de Rafael Bordalo Pinheiro, Constantino Fernandes, Cándido Costa Pinto, João Rodrigues Vieira y Júlio Pomar, entre otros artistas portugueses.
Dispone de un conjunto de puestos de consulta interactiva que documentan la historia del fado y permiten consultar biografía de centenares de personalidades ligados al fado. A lo largo de la ruta del museo, la audioguía permite escuchar decenas de fados.
|                                   |
| Ejemplo típico de taberna fadista |

|                                       |
| Guitarra portuguesa de Carlos Paredes |

|                                         |
| O Fado, la conocida obra de José Malhoa |

|                                           |
| Miembros de una banda de fado en el museo |